# Ceratina albosticta
Ceratina albosticta är en biart som beskrevs av Cockerell 1931. Ceratina albosticta ingår i släktet märgbin, och familjen långtungebin. Inga underarter finns listade i Catalogue of Life.